# لوتارو غورديلو
لوتارو غورديلو (بالإسبانية: Lautaro Gordillo)‏ هو لاعب كرة قدم أرجنتيني في مركز الهجوم، ولد في 6 أبريل 1999 في الأرجنتين. لعب مع فيرو كاريل أويستي.

## وصلات خارجية
- لوتارو غورديلو على موقع قاعدة بيانات كرة القدم.إي يو (الإنجليزية)
- لوتارو غورديلو على موقع Soccerway.com (الإنجليزية)
- لوتارو غورديلو على موقع عالم كرة القدم.نت (الإنجليزية)